# Hetyckie pismo hieroglificzne

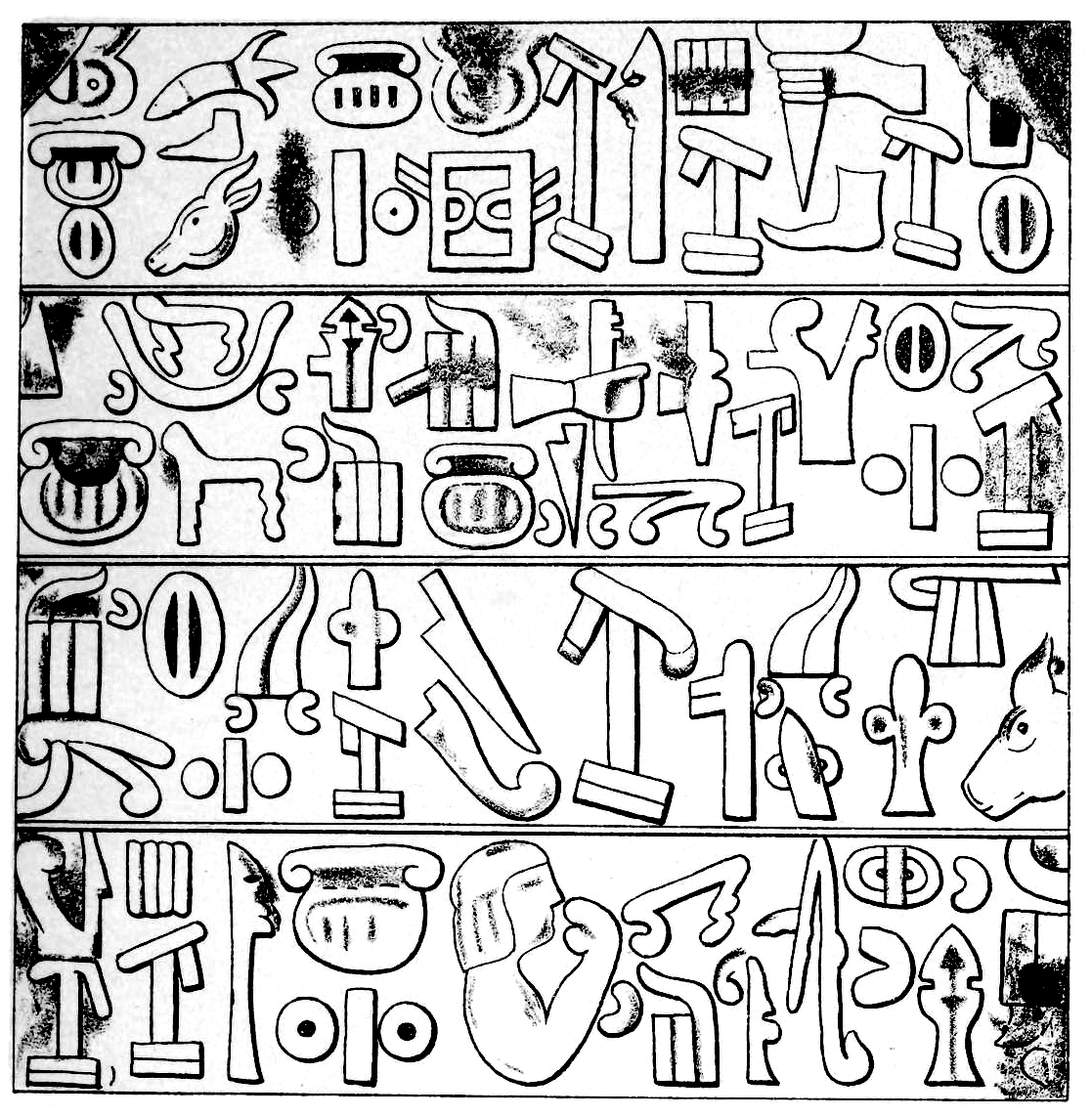
Inskrypcja z Hamy

Hetyckie pismo hieroglificzne, inne nazwy: hieroglify luwijskie, hieroglify anatolijskie  – system znaków graficznych, którego używano w państwie Hetytów od około połowy drugiego tysiąclecia p.n.e. do około połowy pierwszego tysiąclecia p.n.e. Zostało odkryte w pierwszej połowie XIX wieku, odczytane zaś – w 1915 roku przez Bedřicha Hrozný'ego. Pochodzenie pisma jest nieznane.

## Badania
Po raz pierwszy naukowcy zetknęli się z hetyckim pismem hieroglificznym w 1812 roku. W Hamat odnaleziono wówczas tabliczkę glinianą zapisaną niespotykanym przedtem pismem hieroglificznym. Badania nad nim prowadzili Archibald Sayce i William Wright. Naukowcy odkryli, że tabliczka należy do kręgu cywilizacji hetyckiej. Ich próby odcyfrowania pisma zakończyły się jednak niepowodzeniem, ponieważ badacze zastosowali przy jej odczytaniu metodę znaną z badań nad egipskim pismem hieroglificznym. W latach trzydziestych XX wieku pracę nad odczytaniem hetyckiego pisma hieroglificznego prowadzili Emil Forrer, Piero Meriggi, Ignace Gelb i Helmuth Theodor Bossert. Uczeni dokonali podziału znaków na ideograficzne, sylabiczne i fonetyczne. Według Meriggiego pismo to zawierało 419 symboli, choć według innych było ich około 220. Gelb wyróżnił 57 znaków sylabicznych.
Gdy odkryto inskrypcję z Karatepe, zasób znanych słów pisanych hetyckim pismem hieroglificznym uległ poszerzeniu. Inskrypcję okrzyknięto drugim kamieniem z Rosetty, ponieważ zawierała dwujęzyczny tekst. Niemniej zdaniem Gelba odkryte źródło nie wyjaśnia gramatyki pisma hetyckiego.

## Źródła pisma
Największą grupę zabytków pisanych hetyckim pismem hieroglificznym stanowią inskrypcje z X–VIII wieku p.n.e. Najstarszym źródłem tego pisma jest dokument z około 1500 roku p.n.e., najmłodszy zaś datowany jest na około 600 rok p.n.e. Pod względem geograficznym najliczniejsze źródła tego pisma odkryte zostały w północnej Syrii, będącej pod wpływem kultury hetyckiej: Karkemisz, Aleppo, Hamat. Mniej liczne są dokumenty z macierzystego państwa Hetytów. Część źródeł pochodzi z Aszur, jednak zapisane zostały kursywną odmianą pisma. Na odkryte dokumenty spisane hieroglificznym pismem hetyckim składają się inskrypcje na płaskorzeźbach, pieczęcie i ich odciski w glinie, kilka wyrytych inskrypcji w ołowiu, srebrna pieczęć Tarkumuwy. 

## Historia pisma
Nie ustalono dotychczas genezy hetyckiego pisma hieroglificznego. Istniały hipotezy, że wywodzi się z hieroglificznego pisma egipskiego lub z kreteńskiego pisma piktograficznego. Przy bliższym porównaniu hieroglifów Hetytów i Egipcjan pokrewieństwo pomiędzy systemami znaków zostało odrzucone. Związku z kreteńskimi piktogramami nie da się ustalić do czasu odczytania piktogramów. Ponadto słabym punktem obu teorii jest niezgodność chronologiczna. Istnieje także teoria, że hetyckie pismo hieroglificzne powstało na potrzeby sztuki monumentalnej, która rozwinęła się w okresie ekspansji Hetytów na południe.
Stwierdzono, że hetyckie pismo hieroglificzne było w użyciu w połowie drugiego tysiąclecia p.n.e. Nie odkryto żadnych starszych dokumentów zapisanych tym pismem, niemniej istnieje pogląd, że jego metryka jest o wiele starsza. Według Francesca Ribezza powstało na przełomie IV i III tysiąclecia p.n.e. Źródła nie zachowały się, ponieważ materiał pisarski był nietrwały. Bedřich Hrozný zaś upatrywał związki pisma hetyckiego z pismem z doliny Indusu, a czas jego powstania datował na początek trzeciego tysiąclecia p.n.e.
Prawdopodobnie pismo zostało dostosowane do języka luwijskiego. Zapisywane było przeważnie w układzie bustrofedon. W zależności od tego, czy pisało się od strony lewej do prawej, czy od prawej do lewej, znaki zawsze były zwracane ku początkowi wiersza. Pomiędzy wyrazami stawiano znak rozdzielający.